# 쾨세그

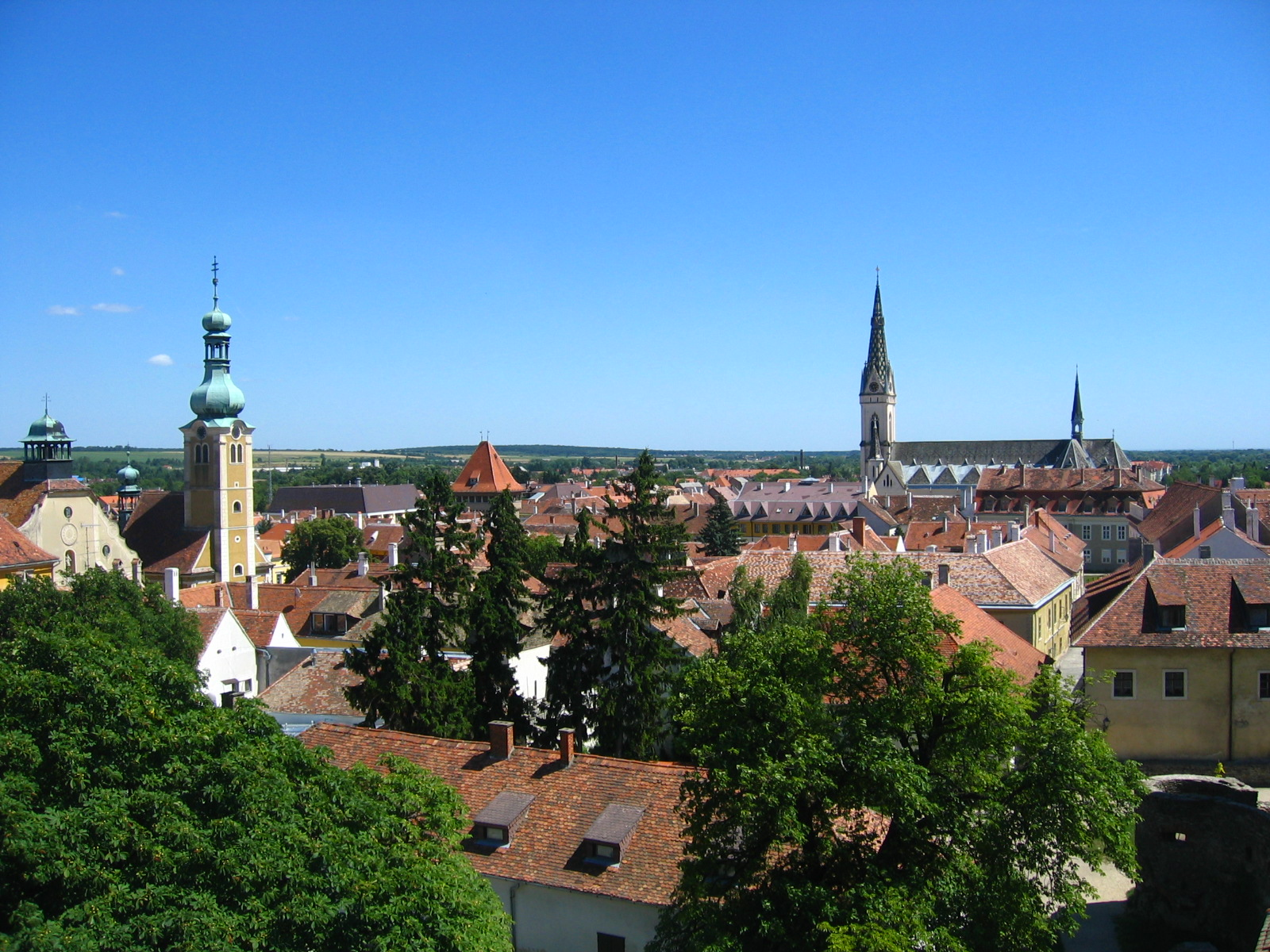
쾨세그

쾨세그(헝가리어: Kőszeg)는 헝가리 버시 주에 위치한 도시로 면적은 54.66km2, 인구는 12,055명(2012년 기준), 인구 밀도는 219.90명/km2이다.

시 문장